# Senna septemtrionalis
Senna septemtrionalis là một loài thực vật có hoa trong họ Đậu. Loài này được (Viv.) H.S.Irwin & Barneby miêu tả khoa học đầu tiên.